# Evy (énekes)
Evy, születési nevén Evelyne Verrechia, később használt polgári nevén Evelyn Lenton (Angers, Maine-et-Loire, Franciaország, 1945. december 16.– ) francia énekesnő. Művészneveként használta még a Lucille Lenton, Evelyne Lenton, E. Lenton, E.Lenton, E.Weyman és Lenton neveket is. Francia anyanyelve mellett olaszul, spanyolul és angolul is énekelt több-kevesebb sikert aratott számokat.

## Pályája

### Korai évek
Evelyne Verrechia zenészcsaládban született: nagyapjának saját zenekara volt, édesanyja ugyancsak zenész volt, bátyja, Albert Verrechia (művésznevén Albert Weyman) pedig zeneszerző és zenei producer lett. Ő maga ötévesen kezdett zongorázni tanulni, s a testvérek első közös (Les Titans nevű) együttesüket Evelyne 12 éves korában alakították meg. Evelyne már tizenévesen felvette az Evy művésznevet, és hamar lehetősége nyílt arra is, hogy énekesként mutatkozzék be a párizsi beatrajongó közönség előtt, a Beatles és a Rolling Stones néhány párizsi fellépése előtt.
Első kislemezei 1963-ban jelentek meg a Barclay kiadónál, ugyancsak Evy néven, Pourquoi choisir?, Chaque chaque fois és 1+1=1 címekkel. 1964-ben újabb lemezek következtek, Viens, viens, viens és Quel genre de fille címmel, amelyek gyakran szerepeltek a Salut les Copains rádióműsor slágerlistáin is. 1965-ben Evy a családjával és néhány zenész barátjával együtt Rómába költözött, és ott folytatta karrierjét, olyan kislemezek megjelentetésével, mint a Giochi proibiti, jeux interdits (1965), L’habito non fa il beatnik (1966), illetve a Domani il mondo sara nelle nostre mani (1967). 1969-ben az élettársával több évre Londonba költözött, ahol újabb két lemezt rögzített angol nyelven.

### Belle Epoque
Több év angliai tartózkodás után, 1976-ban hallatott ismét magáról, amikor is a bátyja javaslatára és az ő producersége mellett megalakította a Belle Epoque nevű diszkózenét játszó együttest; a háromtagú lánycsapatnak ő volt a vezető énekese, a két másik, nála jó tíz évvel fiatalabb tag elsősorban táncosként, másodsorban énekesként vett részt a produkciókban. A trió első sikerszáma a Los Bravos együttes által sikerre vitt Black is Black diszkóváltozata volt, amellyel még az alakulásuk évében robbantak be az eurodisco közéletébe, következő nagy diszkóslágerük, a Miss Broadway (1977) a brit slágerlistákon az élre is feljutott, az Egyesült Államokban a 15. helyezést érte el, de sok más országban, köztük még Magyarországon is népszerű volt.
A következő években az együttes további számokat vitt sikerre (hazánkban is ismert diszkósláger volt például a Bamalama című, 1978-as szerzeményük) és két nagylemezt is megjelentettek még. 1981-ig koncerteztek együtt, ezt követően Evelyne 1982-től újból szólókarrierbe kezdett.

### Ismét szólóban
1982 után Evelyne / Evelyn Lenton néven folytatta pályáját, újabb lemezek megjelentetésével, melyekben valamelyest megpróbált lépést tartani a könnyűzenei divatok változásaival is (pl. remixek készítésén keresztül), népszerűsége azonban már nem érte el a korábbi szinteket. 2006-ban, első diszkóslágereinek 30. évfordulója alkalmából új albumot jelentetett meg, benne régebbi szólószámok és Belle Epoque-dalok remixeivel, illetve korábban kiadatlan, új dalokkal.

## Magánélete
Egész életében soha nem ment férjhez, és bár élete során három hosszú, komoly kapcsolata is volt, soha nem vállalt gyermeket sem. Élettársainak egyike Barry Dean, az Oblivion Express basszusgitárosa volt.

## Diszkográfia

### Albumok
- Operator (Lupus) – 1982
- Sunshine Ecstasy (WEA) – 1992

### Kislemezek, EP-k
- Tu M'fais De La Peine (RCA Victor) – 1982
- Operator / My Pain Is Over (Lupus) – 1982[3]

## Fordítás
- Ez a szócikk részben vagy egészben  az   Evy című francia Wikipédia-szócikk fordításán alapul.  Az eredeti cikk szerkesztőit annak laptörténete sorolja fel. Ez a jelzés csupán a megfogalmazás eredetét és a szerzői jogokat jelzi, nem szolgál a cikkben szereplő információk forrásmegjelöléseként.